# Doliocarpus spraguei
Doliocarpus spraguei är en tvåhjärtbladig växtart som beskrevs av Ernest Entwistle Cheesman.
Doliocarpus spraguei ingår i släktet Doliocarpus och familjen Dilleniaceae. Inga underarter finns listade i Catalogue of Life.